# Cédric Lachat

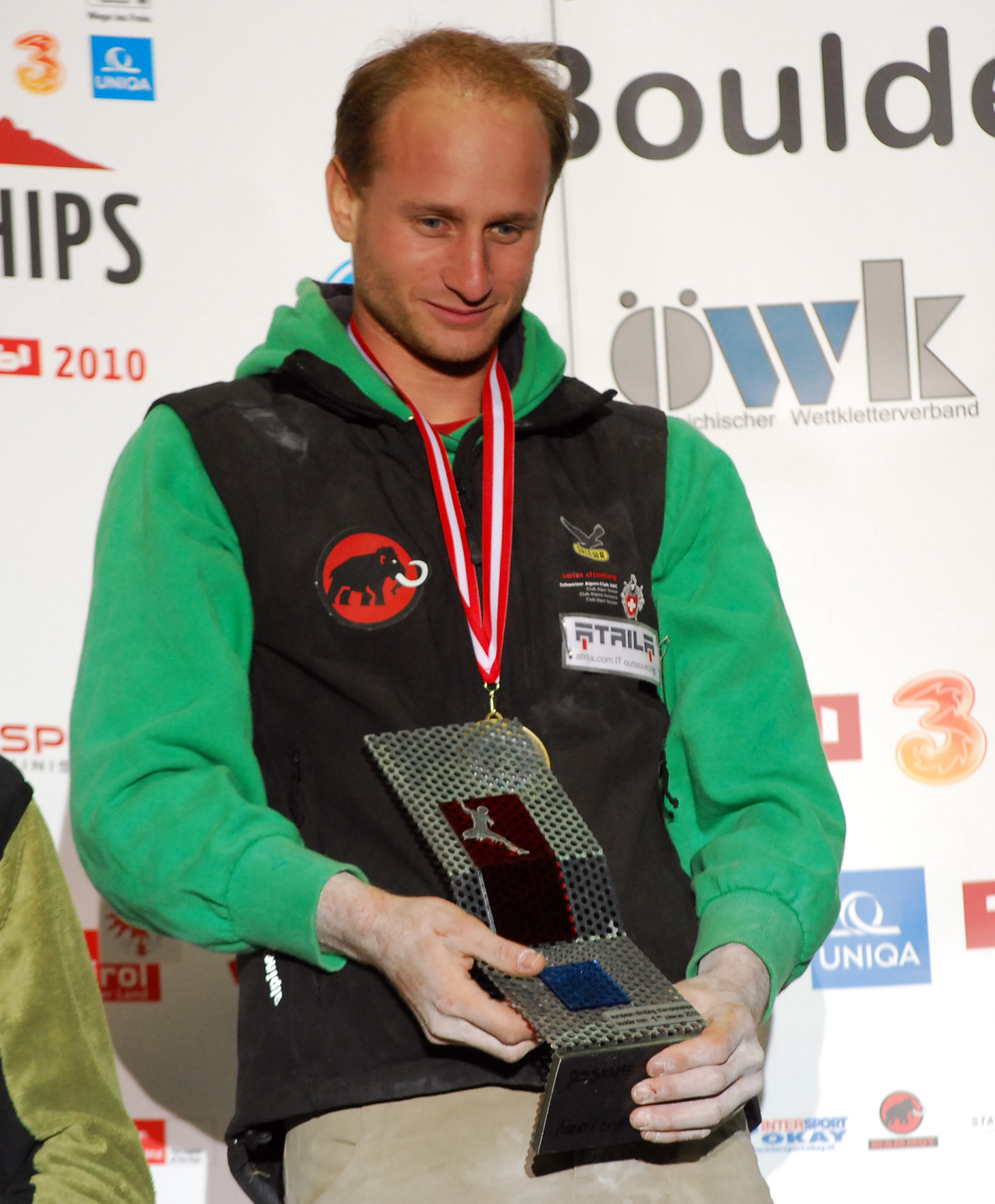
ME 2010 Innsbruck. Podium w boulderingu Cédric Lachat - Mistrz Europy.

Cédric Lachat (ur. 17 sierpnia 1984 w Porrentruy w kantonie Jura) – szwajcarski wspinacz sportowy uprawia także wspinaczkę lodową. Specjalizował się w boulderingu, prowadzeniu oraz we wspinaczce łącznej. Mistrz Europy w boulderingu z 2010 roku w Innsbrucku.

## Kariera sportowa
Wielokrotny medalista mistrzostw świata w boulderingu oraz w prowadzeniu; trzykrotny brązowy medalista z roku 2007 i 2012.
Złoty z 2010, srebrny z 2006 oraz brązowy z 2008 roku medalista mistrzostw Europy.
Wielokrotny uczestnik, medalista prestiżowych, elitarnych zawodów wspinaczkowych Rock Master we włoskim Arco, które wygrał w 2010 roku.

## Osiągnięcia

### Mistrzostwa świata
| Konkurencje            | 2001  | 2003 | 2005 | 2007  | 2009 | 2011  | 2012 |
| Bouldering             | —     | —    | 8    | 3     | 9    | 5     | 12   |
| Prowadzenie            | 19    | 9-11 | 4    | 3-5   | 7    | 11-12 | 13   |
| Wspinaczka na szybkość | 18-20 | —    | —    | 53-70 | 41   | 54    | 45   |
| Wspinaczka łączna      | —     | —    | —    | —     | —    | —     | 3    |

### Mistrzostwa Europy
| Konkurencje            | 2002 | 2004 | 2006 | 2008  | 2010 | 2013 |
| Bouldering             | —    | —    |      | 3     | 1    | —    |
| Prowadzenie            | 10   | 17   | 2    | 18-21 | 12   | 8    |
| Wspinaczka na szybkość | —    | —    | 15   | —     | 37   | —    |

### Rock Master
| Konkurencje | 2003 | 2009 | 2010 | 2011 |
| Bouldering  | —    | —    | 1    | —    |
| Prowadzenie | 5    | 4    | 10   | —    |
| Duel        | —    | —    | —    | 8    |